# Гусс, Магнус
Магнус Гусс (Хусс) (швед. Magnus Huss; 22 октября 1807, Медельпад — 22 апреля 1890, Стокгольм, Швеция) — шведский медик, педагог. Доктор медицины с 1835 года. Член Шведской (с 1844) и Датской королевских академий наук. Общественный деятель. Член Риксдага (1859—1860, 1862—1863 и 1865—1866).
Автор работы «Alcoholismus Chronicus» (1852), в которой он впервые сформулировал понятие алкоголизма как болезни и обозначившим так совокупность патологических изменений, происходящих в организме человека при длительном, неумеренном употреблении спиртных напитков.

## Биография
Сын священника. С 1824 года изучал медицину в Уппсальском университете.
Работал хирургом в больнице Серафимы (Serafimerlasarett). В 1837—1838 годах совершил ознакомительные поездки в Германию, Австрию и Францию. В 1839 году он был назначен заместителем генерального директора больницы Серафимы.
С 1840 года был адъюнкт-профессором, а с 1846 года — профессором стокгольмского Каролинского института, где читал лекции по медицине.
Возглавлял медицинскую коллегию и был гененерал-директором всех шведских лечебниц для душевнобольных. Им создан первый детский приют в Стокгольме. Известны его соч.: «Alcoholismus Chronicus».
Был членом Королевского научного и литературного общества в Гётеборге (с 1846; почётный член с 1859 г.), Королевского научного общества в Упсале (с 1850; почётный член с 1885 г.), Королевского физиографического общества в Лунде (1878).
Масон. В 1854 году награждён Орденом Карла XIII. Его работа «Alcoholismus Chronicus» была удостоена премии Парижской академии наук.
Похоронен на кладбище Норра бегравнингсплатсен в Стокгольме.

## Избранные труды
- «Alcolismus Chronicus» (1852);
- «Om Sweriges endemiska sjukdomar» (1851);
- «Om Typhus och Typhoidfeberns statistiska förhållanden och behandling» (1855);
- «Sällsyntare sjukdoms fall» (1856) и др.

Труды Магнуса Гусса переведены на ряд европейских языков.